# Chamaecostus
Genre
Classification phylogénétique
Chamaecostus C.Specht & D.W.Stev. (2006) est un genre de 7 espèces de plantes phanérogames appartenant à la famille des Costaceae. Elles sont exclusivement du continent Sud-Américain : de l'Asie du Sud-Est, Colombie, Venezuela, Guyane, le bassin amazonien le Sud-Est du Brésil et la Bolivie.

## Liste d'espèces
Selon World Checklist of Selected Plant Families (WCSP) (18 février 2012)
- Chamaecostus congestiflorus (Rich. ex Gagnep.) C.Specht & D.W.Stev. (2006) (Syn.: Costus congestiflorus Rich. ex Gagnep.)
- Chamaecostus curcumoides (Maas) C.Specht & D.W.Stev. (2006) (Syn.: Costus curcumoides  Maas)
- Chamaecostus cuspidatus (Nees & Mart.) C.Specht & D.W.Stev. (2006) (Syn.: Costus cuspidatus  (Nees & Mart.) Maas)
- Chamaecostus fragilis (Maas) C.Specht & D.W.Stev. (2006)(Syn.: Costus fragilis Maas)
- Chamaecostus fusiformis (Maas) C.Specht & D.W.Stev. (2006)(Syn.: Costus fusiliformis  Maas)
- Chamaecostus lanceolatus (Petersen) C.Specht & D.W.Stev. (2006) (Syn.: Costus lanceolatus  Petersen )
  - Chamaecostus lanceolatus (Petersen) C.Specht & D.W.Stev. subsp. lanceolatus (Syn.: Costus phlociflorus Rusby)
  - Chamaecostus lanceolatus subsp. ''pulchriflorus (Ducke) C.Specht & D.W.Stev. (Syn.: Costus pulchriflorus Ducke, Costus lanceolatus subsp. pulchriflorus (Ducke) Maas)
- Chamaecostus subsessilis (Nees & Mart.) C.Specht & D.W.Stev. (2006) (Syn.: Globba subsessilis  Nees & Mart., Costus subsessilis (Nees & Mart.) Maas)